# Faktoring
A faktoring (vagy faktorálás; angolul factoring) alatt követelések adásvételét értjük. A követelés származhat áruforgalomból, szolgáltatásból, bankhitelből stb. A hitelező a követelést eladja a faktorálónak, innentől kezdve elveszíti az adóssal szemben fennálló hitelezői jogait, amelyek a faktorálóra szállnak át (beleértve a jelzálogjogait is).
A faktoring a pénztőke áruforgalomba való bekapcsolásának egyik módja. Célja, hogy a szállító (eladó) hiteladásait finanszírozza, és ezáltal biztosítsa az egyenletes likviditását. 
Két alaptípusa a lejárt követelések vásárlása illetve a még le nem járt követelések vásárlása.

## Jogi szabályozása az UNIDROIT Egyezményben
Az 1988. május 28-án Ottawában elfogadott UNIDROIT Egyezmény tartalmazza követelés-vételi szerződésként a faktoring szerződés fogalmát.
Magyarországon az UNIDROIT Egyezményt a nemzetközi követelésvételről szóló 1997. évi LXXXV. törvény hirdette ki. E törvény meghatározása szerint a követelés-vételi szerződés az a szerződés, amelyet az egyik fél (szállító) a másik szerződő féllel (faktor) köt, és ennek alapján:
- a szállító a faktorra fogja engedményezi az olyan adásvételi szerződésből keletkezett kinnlevőségeit, amelyek a szállító és vevői által kötött szerződésekből erednek, feltéve, hogy ezen szerződések tárgyát az adós nem személyes, családi, vagy háztartási használat céljából szerezte meg;
- a faktornak az alábbiak közül legalább két tevékenységet kell ellátnia: A szállító megelőlegezése, a kinnlevőségekkel kapcsolatos számlavezetés, a kinnlevőségek beszedése, védelem az adós fizetési késedelme, vagy mulasztása esetére;
- a kinnlevőségek engedményezéséről az adósokat írásban értesíteni kell.[3][4]

## Jogi szabályozása Magyarországon
Hazánkban a korábbi évtizedekben mind a gazdasági élet, mind a jogi szakma szereplői alábecsülték a faktoring gazdasági jelentőségét. A hazai közjogi és magánjogi szabályozás egyaránt mostohán kezelte. Ezt a jogintézményt a korábbi magyar Polgári Törvénykönyv nem szabályozta.
A faktoring szerződést a hatályos 2013. évi V. törvény LVIII. Fejezete iktatta be a Polgári Törvénykönyvbe.
Faktoring szerződés alapján a faktor meghatározott pénzösszeg fizetésére, az adós harmadik személlyel szembeni követelésének a faktorra engedményezésére köteles; ha az engedményezett követelés esedékességekor a kötelezett nem teljesít, az adós a kapott összeg visszafizetésére és kamat fizetésére, a faktor a követelés visszaengedményezésére köteles.

### Nyilvántartásba-vételi kötelezettség
A faktor köteles a faktorálás tényét és az adós személyét a hitelbiztosítéki nyilvántartásba bejegyezni. Nyilvántartásba vétel hiányában a követelés az engedményezés ellenére nem száll át a faktorra, és a faktort a követelésen olyan jogok illetik meg, mint azt a zálogjogosultat, akinek a követelésen alapított zálogjogát nem jegyezték be a hitelbiztosítéki nyilvántartásba.

### A szerződés felmondása
A faktor jogosult a szerződést felmondani, ha
- a) az adós a fizetőképességére és az átruházott követelés jogi helyzetére vonatkozó vizsgálatot akadályozza;
- b) az adós vagyoni helyzetének lényeges romlása vagy a fedezet elvonására irányuló magatartása veszélyezteti megtérítési kötelezettségének a teljesítését;
- c) az átruházott követelés kötelezettjének vagyoni helyzete oly mértékben romlik, hogy az veszélyezteti a követelés teljesítését.[9]

A szerződés felmondása esetén az adós köteles a faktor által fizetett összeget és kamatot megfizetni a faktornak, a faktor pedig köteles a követelést visszaengedményezni az adósra. 

Több követelés átruházása esetén a faktor jogosult egyes követelések tekintetében felmondani a szerződést.

### A kölcsönszerződés szabályainak megfelelő alkalmazása
A szerződésre egyebekben a kölcsön kifizetésének megtagadására, a kölcsönösszeg igénybevételének elmaradására és a kölcsön rendelkezésre tartására vonatkozó szabályokat kell megfelelően alkalmazni.

## Lejárt követelések vásárlása
- Eladóként ilyenkor legtöbbször a hitelintézetek (bankok), nagyobb szolgáltatók (távközlés, gáz, internet stb.), lépnek fel. Van példa arra is, hogy kamarák (tagdíjak), sőt, maga az adóhivatal is értékesíti lejárt, rossz követeléseit.
- Ezeket a követeléseket az eladó megkísérelte már behajtani, de nem járt sikerrel. A vételár ezekben a tranzakciókban majdnem mindig kisebb, mint a követelés értéke. Szélsőséges esetben, régen lejárt, majdnem behajthatatlan követeléseknél a követelés értékének 1-2%-a is lehet.
- Az eladó számára több előnnyel is jár a művelet:
  - azonnal készpénzhez jut, még ha kevesebbhez is, mint a követelések értéke
  - könyvelésében nem jelentkezik a sok lejárt, rossz követelés
- A vevő, a faktorcég ezután különböző behajtási technikákkal (követelésbehajtás) megkísérli az adósoktól beszedni a pénzt.

## Még le nem járt követelések vásárlása
- Ez a klasszikus faktorálás: a faktorcég akkor vásárolja meg a követelést, amikor annak fizetési határideje még nem járt le.
- Ez a finanszírozási forma főként a korlátozottabb fizetőképességgel rendelkező kis- és közepes beszállító vállalkozásoknak jelent jól használható pénzügyi szolgáltatást.

Legjobban egy példával illusztrálható, hogy milyen előnyökkel is jár ez:
A vállalkozó cég szállít a Kereskedőnek termékeket, amelyeket a kereskedő 90 napos határidővel fizet ki. Elvárja viszont, hogy ez alatt a 90 nap alatt Vállalkozó bármikor további termékeket szállítson.
A vállalkozó viszont minél hamarabb pénzhez szeretne jutni, hogy azt a termelésbe visszaforgatva kielégíthesse Kereskedő felé az áruszállítási igényeit.
A fenti példában a vállalkozó tehát árut hitelez Kereskedőnek, amire igazából nem is tudna vállalkozni, mert nem eléggé tőkeerős hozzá: viszont a piac erre gyakorlatilag rákényszeríti.
Ilyenkor szokásos a követelést eladni egy faktorcégnek, amely a vállalkozó számára azonnal kifizeti az összeg valahány százalékát (általában 70-90%). A faktorcég pedig türelmesen vár, hogy a kereskedő kifizesse a tartozását felé. A faktorcég haszna a teljes követelés és a kifizetett vételár közötti különbözet. Ilyen jellegű műveletek finanszírozásához faktorcéget igénybe venni sokkal egyszerűbb, általában olcsóbb is, mint hitelért bankhoz fordulni.

### Típusai
a) Teljes körű faktoring*: ez gyakorlatilag a fenti esetleírásnak felel meg. Két altípusa:
- advance faktoring: a faktorcég a követelés megvásárlásakor azonnal fizet.
- maturity faktoring: a faktorcég csak a követelés esedékességekor fizet, de ez független attól, hogy a valódi kötelezett fizetett-e vagy sem.
- Csendes faktoring: A fenti esetnek megfelelő, azzal a kivétellel, hogy a kötelezett nem szerez tudomást a faktorálásról. Ilyenkor a címzett kapja kötelezett fizetéseit, de azt továbbítja a faktorcégnek, hiszen attól ő már megkapta korábban a követelés értékét.
- Nem valódi faktoring: A fenti esetnek megfelelő, azzal a kivétellel, hogy a faktorcég visszkereseti jogot köt ki, vagyis nem vállalja teljeskörűen a kötelezett nemfizetésének kockázatát.

b) Az ügylet lehet visszterhes vagy visszteher nélküli.
- A visszteher nélküli (más nevein: valódi, standard, old line, guaranty, vagy teljes körű) faktoring lényege, hogy tartalmazza a vevő nem fizetési kockázatát, azaz a del credere rizikó átvállalását és a számlák nyilvántartását. Itt a hitelező nem felel az adós fizető képességéért, de felel a követelés tényleges fennállásáért.
- A visszterhes vagy más nevén nem valódi faktoring, ahol a faktor nem vállalja be a del credere kockázatot, de nyújtja a finanszírozást, végzi az adminisztratív feladatokat és a követelés beszedését. Ha az adós nem fizetné meg a faktornak a követelést, akkor az nem csak az adóstól, hanem a hitelezőtől is követelhető. Gazdasági szempontból nézve a nem valódi faktoring egy követelés fedezetéről nyújtott hitel biztosítékának minősül, amely inkább egy kötöttebb statikus viszony kereteit teremti meg.
c) Az alapján, hogy értesítik-e az adóst vagy sem, megkülönböztethetünk nyílt vagy csendes faktoringot.
- A csendes faktoringnál - amelyet angolszász területeken undisclosed invoice discountingnak neveznek – az adós nem értesül a faktorálás tényéről, a nemzetközi faktoring esetében az UNIDROIT Egyezményt alkalmazó országokban ilyen típus alkalmazására nincs lehetőség, mert az kötelezően írja elő az adós írásbeli értesítését.
- A nyílt, avagy disclosed fajtánál értesítik az adóst, ami általában a hitelező feladata.
d) A bulk faktoring.
Ha az alapján differenciálunk, hogy ki végzi a beszedést, lehet, hogy csak a faktor, illetve lehet, hogy maga az ügyfél a faktor ügynökeként: ebben az esetben az ügyfél végzi az adminisztrációt, fogadja letéti számláján a teljesítést és azt továbbítja a faktor számlájára. Ez a típus különösen akkor előnyös, ha a szállítónak rengeteg kis vevője van: ezt „bulk faktoringnak” is hívták, amely a számlák sokaságára utalt.
e) A faktor által nyújtott szolgáltatás alapján beszélhetünk finanszírozási, avagy kétlábas és lejárati, avagy esedékességi faktoringról.
- A finanszírozási fajtánál a faktor a számla keltétől a vevő vagy a saját fizetési kötelezettségének a beálltáig megelőlegezi azok összegét. Ez azoknak az ügyfeleknek jó - különösen nagyobb vállalkozásoknak -, akiknek pénzre van szükségük vevőik szállítói hiteligényei finanszírozására. Itt már a kezdeti bizományos jelleg megszűnik és a helyébe lép a finanszírozási, behajtási és nyilvántartási feladatok ellátása. A faktor vizsgálja ez esetben mind a szállító, mind a vevő bonitását, majd ezek után hitelkeretet állapít meg.
- A lejárati vagy esedékességi faktoringnál az előre megállapított lejárati napon kell fizetnie a faktornak, attól függetlenül, hogy fizettek-e neki vagy sem. A faktor csak akkor fizet a vevő helyett, ha a vevő helyzetében beáll valamely olyan változás, amely alapján fizetési kötelezettségét nem tudja teljesíteni. Itt elvész az előfinanszírozási funkció és a faktor a teljes követelés kezelését, beszedését, a rossz követeléssel szemben pedig a védelem funkcióit vállalja el.
f) A jogviszony közvetett tárgya lehet bármilyen pénzben teljesíthető, lejárt fennálló vagy jövőben keletkező követelés; ezeket tekintve megkülönböztethetünk színlelt és nem színlelt faktoringot.
- színleltről akkor van szó, ha az adott követelés lejárt. Ennek nagy a rizikója, ugyanis az esedékességkor való teljesítés szándékos megtagadása, vagy mulasztása az adósi engedetlenségre mutat, illetve előrevetíti annak lehetőségét, hogy a követelés esetleg behajthatatlanná válik vagy "beragad", és annak érvényesítése komoly költségeket emészt majd fel. Ilyen jellegű, portfólió-tisztítási céllal vásárolt követelésekkel a work-out típusú faktorcégek foglalkoznak.
- a színlelt inverze, amikor a szerződés tárgya egy le nem járt követelés, ami lehet már fennálló, vagy a jövőben keletkező. Ez általában nem vitatott, dokumentumokkal alátámasztott adósság szokott lenni, ezekkel a klasszikus faktorcégek foglalkoznak.
g) A jogviszony időtartama alapján lehet egyrészt olyan követelésvásárlás, amely alapján egy pénzügyi intézmény rövid lejáratú hitelt nyújt úgy, hogy partnerétől rövid lejáratú követelést vásárol és ezért díjat számít fel. Másrészről, ha egy pénzügyi intézmény bizonyos rendszerességgel tartósan szolgáltatásokat nyújt ügyfelének faktorálási keretszerződés alapján, a követelések kezelése mellett információt nyújt a vevői körről, az áru ellenértékét beszedi…stb.
h) Az alapján, hogy a három pólusú jogviszony szereplőinek székhelye hol van, megkülönböztethetünk belföldi és nemzetközi faktoringot.
- A belföldi ügylet esetén minden szereplő ugyanabban az országban rendelkezik székhellyel
- A nemzetközi faktoringot tovább bontható exportra, illetve importra irányuló ügyletekre.
Exportőr cégeknél gyakori probléma az, hogy vevőikről nincsen hiteles információjuk. Magas a kockázata a nem fizetésnek, valamint a nemzetközi gazdasági kapcsolatokban a fizetési határidők is hosszabbra nyúlhatnak. Ebben az esetben a belföldi hitelezőnek van külföldi adósa, akivel azonos országban van a faktor székhelye. Az exportfaktoring előfeltételei a folyamatos gazdasági kapcsolat megléte, a követelések nem lehetnek lejártak, minimális forgalom elérése és a nyitva szállítás.
Az importfaktoring megegyezik az export faktorálással, csak szerepcsere történik: az adós és a faktor belföldi székhelyű, míg a hitelezőnek külföldön van a székhelye.
A nemzetközi faktoring többnyire kétfaktoros rendszerben működik, ami azt jelenti, hogy az ügylet alanyi háromszöge négyszöggé alakul át. Az exportőr szerződést köt az ő székhelyének megfelelő ország hazai faktorával, ő lesz az exportfaktor, rá engedményezi a devizakövetelését, majd ezek után ő megkeresi a társfaktort az importőr országában: ő lesz az importfaktor, aki vizsgálja a külföldi vevő bonitását, valamint értesíti őt az ügylet tényéről és arról, hogy a fizetést neki kell teljesíteni. A nemzetközi faktoringnak ismert egy másik fajtája is, amelyben az eladón és a vevőn kívül csak egy faktor van. A jogviszonyban ezt nevezik direkt faktoringnak, amely általában akkor jön létre, ha a faktor rendelkezik olyan kvalitásokkal, hogy a vevő országában (azaz az idegen országban) fel tudja mérni a másik fél anyagi helyzetét és fizetőképességét.

### Innováció a faktoring területén
Akárcsak a pénzügy más területeit, a faktor piacot is elkezdte megváltoztatni az új technológiákat alkalmazó fintech szereplők megjelenése. A hagyományos szereplők esetében egy új ügyfél számára a bevizsgálási, jóváhagyási és keretfelállítási folyamatok összességében akár több hetet is igénybe vehetnek. Az új szereplők ezt a folyamatot gyorsítják föl, például automatikus adatbekérési és kockázatelemzési folyamatok kiépítésével. A legnagyobb nemzetközi “okos faktoring” cégek a 2010-es években kezdtek megjelenni: elsőképp a brit MarketInvoice (2011), majd a BlueVine az Egyesült Államokban (2013), végül a svájci Advanon (2015) és a német Billie (2016). Ezek közül az első és legnagyobb MarketInvoice indulása óta már több mint 28 ezer tranzakciót hajtott végre, összesen 3,2 milliárd US dollár összegben (kb. 1.000 milliárd Ft).

## A faktorcégek működése
Magyarországon faktorcégek csak a Magyar Nemzeti Bank engedélyével és rendszeres ellenőrzésével működhetnek.
Követelést bárki vásárolhat, azonban fő tevékenységként, rendszeresen ezt csak faktorcégek tehetik meg. A faktorcégek közül Magyarországon erősen dominálnak a banki szereplők. A legnagyobb négy banki szereplő 2017-ben a piac közel 81%-át fedte le, míg az első 10 szereplő pedig 99%-os piaci részesedéssel rendelkezik, akik közül csupán ketten nem banki hátterű cégek.
Magyarországon a faktoring piac egyre nagyobb népszerűségnek örvend. Csak 2017 és 2018 között a faktoring ügyfelek száma 57%-kal növekedett és elérte a több mint 3.000 ügyfelet. Ezen kívül a bruttó faktorált forgalom 2014 óta évente átlagosan 25%-kal nőtt és 2018-ra elérte a 2.200 milliárd forintot. A legdinamikusabban növekvő szegmensek az építőipar, az ipar illetve a mezőgazdaság. Az egyes faktoring cégek ezen szegmenseket gyakran ágazat specifikus termékekkel igyekeznek megcélozni. 